# Sistema migratorio rostrale

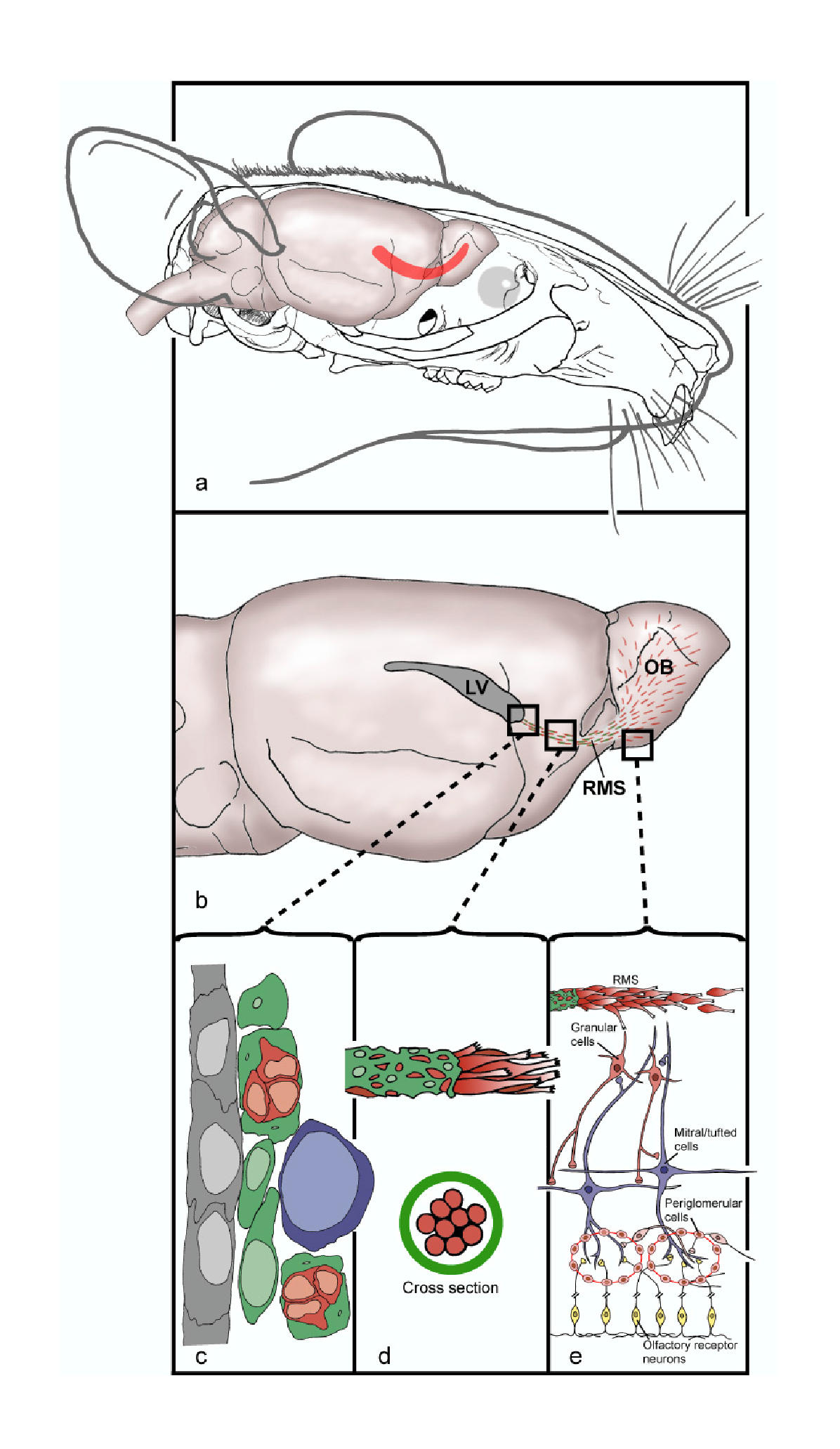
(a) Testa di un topo con il sistema nervoso centrale e il sistema migratorio rostrale (SMR/RMS) in evidenza (in rosso), lungo il quale nuovi neuroblasti migrano dalla zona sottoventricolare (ZSV/SVZ) del ventricolo laterale nel bulbo olfattivo). (b) La migrazione dei nuovi neuroblasti inizia dal ventricolo laterale, continua lungo il SMR e termina nel bulbo olfattivo, dove vengono generate popolazioni di interneuroni maturi. (c) Schema basato sulla microscopia elettronica che mostra la citoarchitettura della ZSV lungo il ventricolo. Le cellule ependimali (in grigio) formano un monostrato lungo il ventricolo, insieme agli astrociti (verde), ai neuroblasti (rosso) e ai precursori neuronali transitori amplificanti (viola). (d) Schema che mostra la migrazione dei neuroblasti lungo il SMR. Gli astrociti (verde) ricoprono i neuroblasti in migrazione (rosso) e si pensa svolgano anche un ruolo di contenimento e direzionamento verso la loro destinazione specifica. (e) Neuroblasti in migrazione entrano nel bulbo olfattivo, poi radialmente per formare i granuli delle cellule periglomerulari.
Da un articolo di Jessica B Lennington et al., 2003.

Il sistema migratorio rostrale (SMR o RMS dall'inglese rostral migratory stream) è una rotta di migrazione specializzata che si trova nell'encefalo di alcuni animali lungo la quale i precursori neuronali originati nella zona sottoventricolare migrano per raggiungere il bulbo olfattivo. L'importanza del SMR è nella sua capacità di rifinire e cambiare la sensibilità dell'animale agli odori, cosa che ne spiega le dimensioni maggiori nel cervello di roditore paragonate a quello dell'uomo, dove il senso dell'olfatto non è molto sviluppato. Questo sistema è stato studiato nei conigli, nella scimmia scoiattolo e il macaco rhesus. Quando i neuroni raggiungono il bulbo olfattivo vengono integrati nello strato cellulare granulare o nello strato periglomerulare e differenziano in interneuroni GABAergici.
Anche se originariamente si credeva che i neuroni non potessero replicarsi nel cervello adulto, negli ultimi anni aumentano sempre più gli studi che dimostrano e indagano la neurogenesi nei mammiferi, inclusi i primati. In ogni caso fino ad ora si è dimostrata l'espressione del meccanismo neurogenetico solamente nell'ippocampo e nella zona sottoventricolare. Il SMR, insieme ad altri sistemi, permette lo spostamento dei neuroni da queste aree.

## Storia
Il SMR fu scoperto e chiamato così da J. Altman nel 1969 usando tecniche di autoradiografia con 3H-timidina nel cervello di ratto. Egli traccò la migrazione di cellule contrassegnate dalla ZSV, rostralmente fino al bulbo olfattivo; inoltre studiò l'effetto dell'età sul flusso del SMR. Il dibattito sulla normale dimensione del flusso del SMR e della neurogenesi adulta nella ZSV nell'uomo è ancora aperto.

## Meccanica della migrazione
Si pensa che cellule nel SMR si muovano via una modalità chiamata "migrazione a catena". I neuroblasti vengono connessi da specializzazioni di membrana come le giunzioni comunicanti e le zonulae adherens, e muovendosi su un binario di cellule gliali avanzano verso il bulbo olfattivo. Il percorso e i meccanismi dietro questo meccanismo sono: un sistema neurogenico ventricolo-olfattivo (VONS), un'impalcatura gliale e sistemi di segnalazione cellulare chemiotattica.

## Ricerca corrente

### Esistenza del sistema nell'uomo
La presenza di un analogo del SMR nell'uomo è stata difficile da identificare, forse per lo sviluppo notevolmente inferiore del bulbo olfattivo nella specie rispetto ai roditori, e perciò più difficile da studiare. Molto del lavoro sul SMR è stato messo in dubbio per quanto ne riguarda la presenza nell'uomo. Sono state osservate delle catene di neuroni immaturi tipici del SMR nel SNC in sviluppo e in giovani infanti umani postnatali, ma comunque vi sono poche prove dell'esistenza della catena migratoria dalla ZSV o dal peduncolo olfattivo al bulbo nell'adulto, anche se si sono trovate popolazioni di cellule staminali neurali nella ZSV. Queste ricerche hanno studiato soggetti dai 0 agli 84 anni analizzando sezioni di cervello rimosse durante chirurgia o autopsie. Si è scoperto che cellule del cervello di infanti esprimevano doublecortina e PSA-NCAM, ma non se ne trovavano più oltre i 18 mesi. Altri studi hanno indicato la presenza di popolazioni di neuroni immaturi in migrazione, che possono originare solo nella ZSV. Questi neuroblasti appaiono singolarmente, senza formare catene, in contrasto con le catene allungate osservate nel SMR dei roditori. Ciò suggerisce che il funzionamento del SMR è drasticamente ridotto dopo l'infanzia e specialmente nell'età adulta, anche se non del tutto assente. In ogni caso una relazione diretta fra la quiescienza cellulare e l'età non è stata ancora definita con sicurezza data l'alto livello di variabilità tra individui. Si può dire che l'esistenza di una struttura analoga al SMR nel cervello umano adulto resta incerta e controversa, e sicuramente oggetto di numerosi futuri studi.